# Aldwych

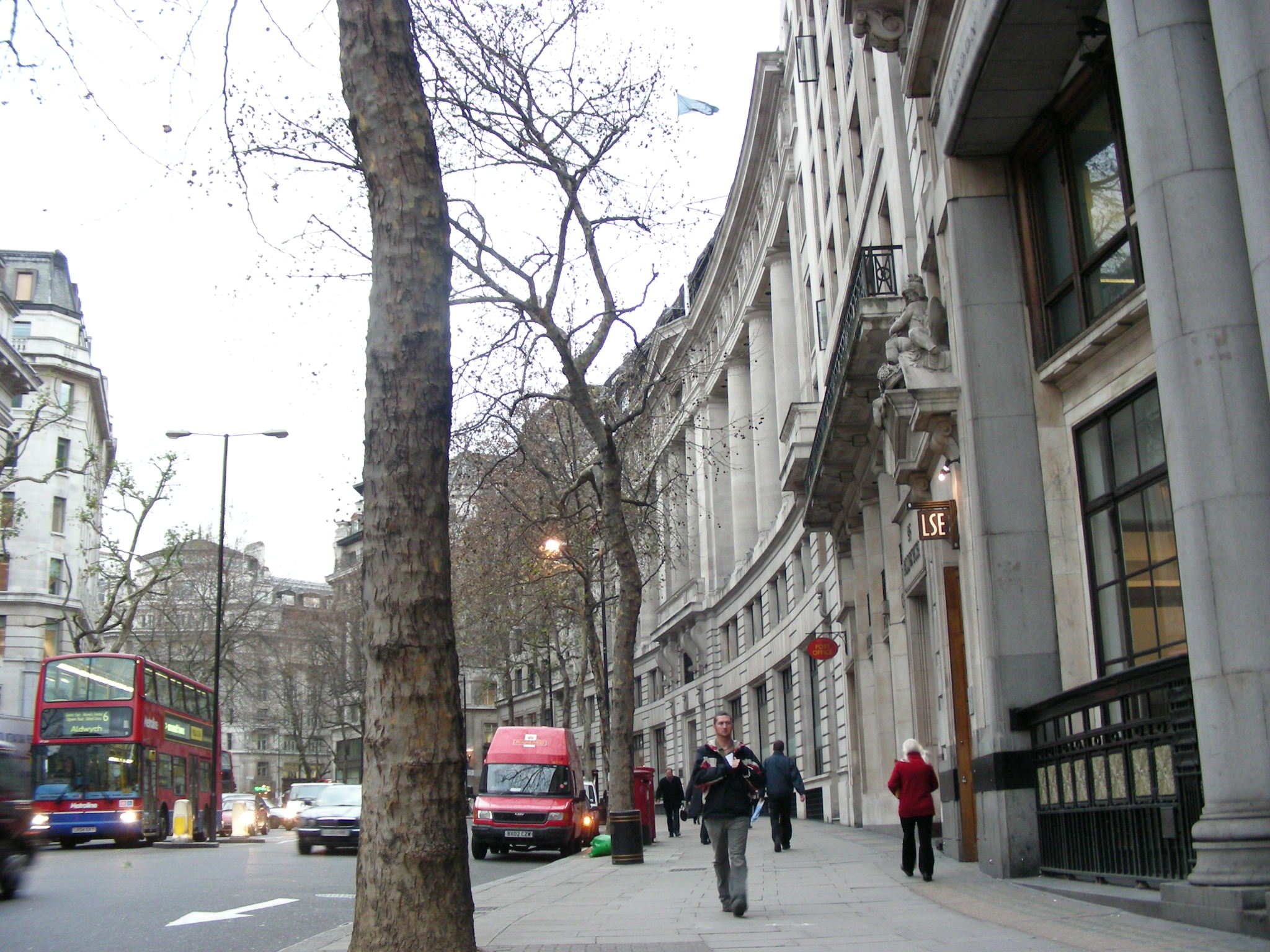
Aldwych

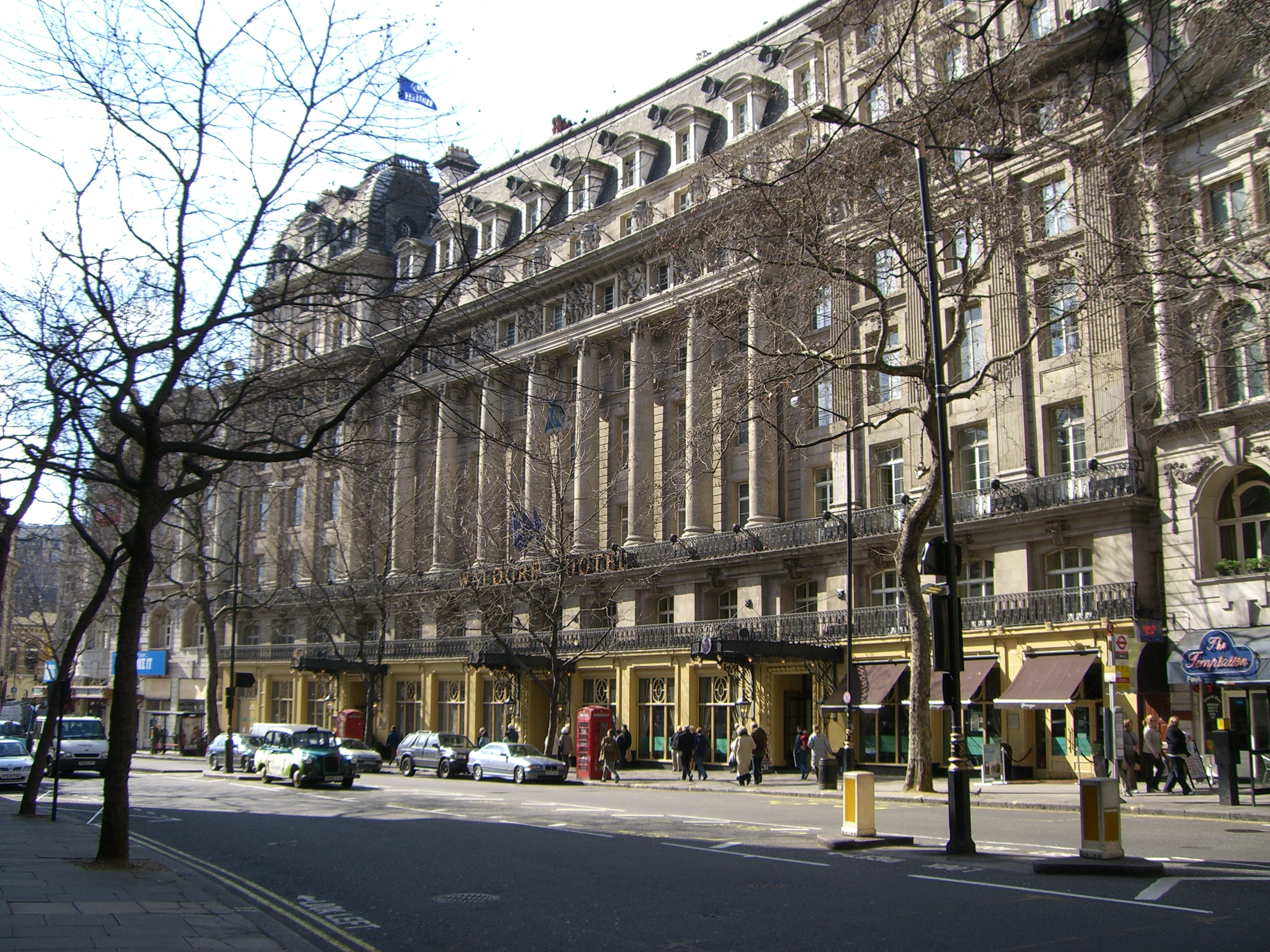
Waldorf Hilton

Aldwych [ˈɔːldwɪtʃ] ist eine Straße in London. Sie liegt im Osten der City of Westminster.

Aldwych um 1910

## Beschreibung
Aldwych weist annähernd die Form eines Halbkreises auf und ist an beiden Enden mit der Straße Strand verbunden. Auf halbem Weg trifft von Norden her der Kingsway auf Aldwych. Entlang der Straße stehen zahlreiche markante Gebäude. Dazu gehören:
- Hotel One Aldwych
- Hotel Waldorf Hilton
- India House (indische Botschaft)
- Australia House (australische Botschaft)
- Aldwych Theatre
- Novello Theatre
- Bush House
- Television House
- London School of Economics and Political Science

Die nahe gelegene, ehemalige U-Bahn-Station Aldwych befindet sich an der Kreuzung von Strand und Surrey Street.

## Geschichte

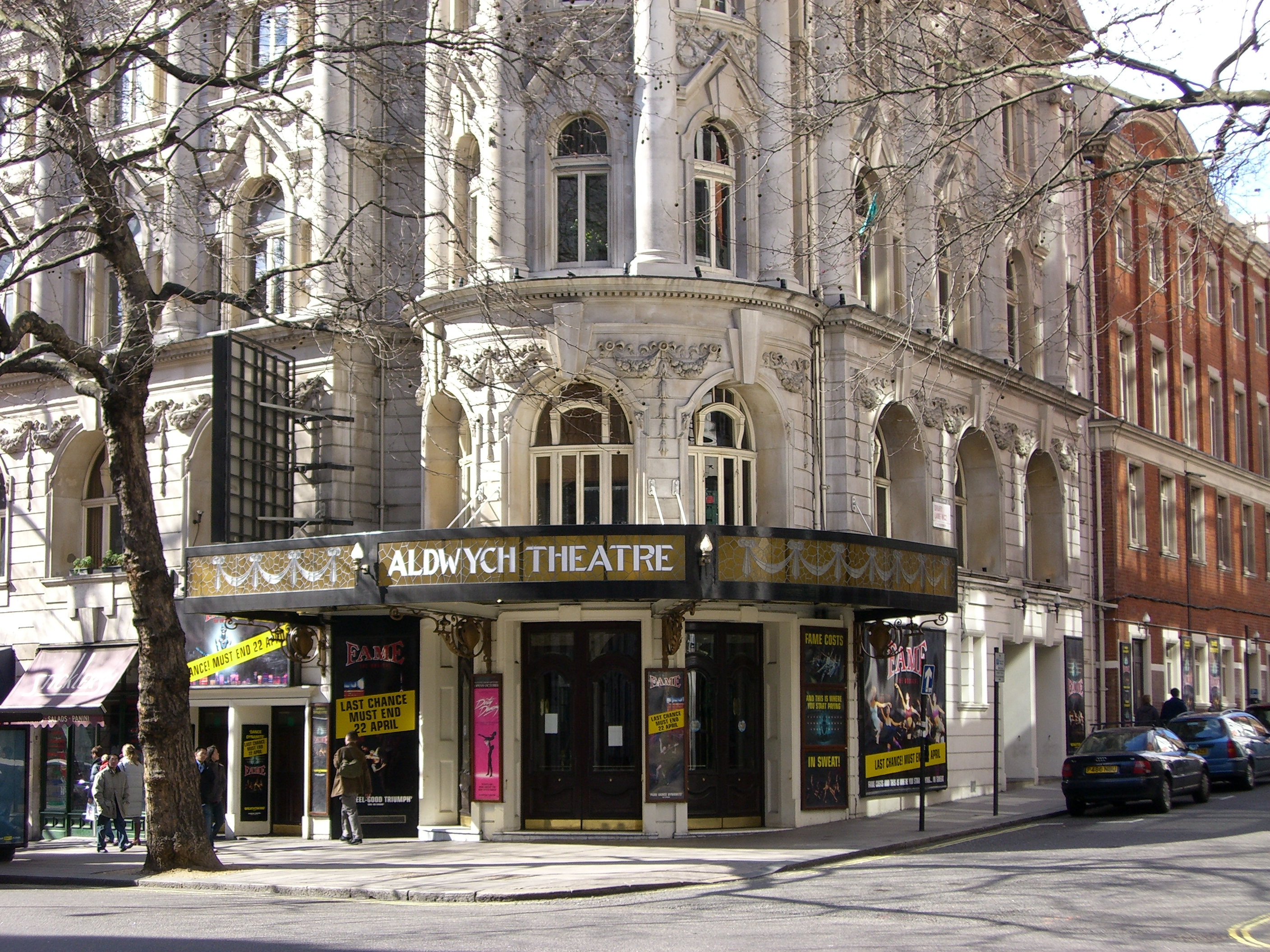
Aldwych Theatre

Der Name Aldwych stammt aus dem altenglischen eald und wic, was „alte Handelsstadt“ oder „alter Marktplatz“ bedeutet. Die früheste urkundliche Erwähnung von Aldewich erfolgte im Jahr 1211. Im 7. Jahrhundert existierte an diesem Standort ein angelsächsisches Dorf und Handelszentrum namens Lundenwic, ungefähr anderthalb Kilometer westlich der Ruinen des römischen Londinium (Lundenburh). Als die Stadt Lundenburh sich wieder innerhalb der römischen Stadtmauern verlagerte, erhielt die alte Siedlung Lundenwic die Bezeichnung Aldwych.
Die heutige Straße entstand im Jahr 1905 als Folge eines Stadtteil-Sanierungsprojekts. Der London County Council ließ den heruntergekommenen Stadtteil abreißen und die zahlreichen engen Straßen wurden durch die neuen Hauptverkehrsachsen Aldwych und Kingsway ersetzt. Von 1906 bis 1952 verlief unter dem westlichen Teil von Aldwych der Kingsway-Straßenbahntunnel.